# Franco Luambo
François Luambo Luanzo Makiadi, conocido como Franco Luambo o, más simplemente, Franco, nació el 6 de julio de 1938 en Sona-Bata en el Congo Belga y murió el 12 de octubre de 1989 en Mont-Godinne, Bélgica, fue un compositor, cantante y músico congoleño. Aún después de su fallecimiento, sigue siendo el compositor congoleño más prolífico.

## Biografía
Franco nació en el pueblo de Sona-Bata, en el suroeste de la R.D. del Congo. Su padre, Joseph Emongo, era un trabajador ferroviario, mientras que su madre hacía pan en casa antes de venderlo en un mercado local. Mientras aún era un bebé, sus padres se mudan a Leopoldville. Su hermano Bavon Marie Marie también fue famoso como músico y compositor. En 1956, después de la fundación de la banda T.P.O.K. Jazz, Franco comenzó a tocar en fiestas o conciertos.
A mediados de la década de 1970, Franco se declaró musulmán y cambió su nombre a Abubakkar Sidikki antes de regresar a la fe católica. Sin embargo, nunca observó los preceptos de la fe islámica y seguiría siendo conocido como Franco.
En 1987, corrió el rumor de que Franco estaba gravemente enfermo. Ese año, lanzó un disco titulado Attention na SIDA ("Atención al SIDA" en Lingala). Estaba enfermo de insuficiencia renal. Franco murió el 12 de octubre de 1989 en la Clínica de la Universidad Católica de Lovaina Mont-Godinne, en Bélgica. Su cuerpo fue repatriado a Zaire y se llevó a cabo un duelo nacional de cuatro días.

## Carrera musical
Franco es conocido por ser uno de los "maestros" de la rumba congoleña. Fue parte del grupo O.K. Jazz, que luego se convirtió en T.P.O.K. Jazz (Todo Poderoso O.K. Jazz), y es considerado uno de los fundadores de la música contemporánea congoleña.
En 1978, escribió dos canciones explícitas Jackie y Helene, que fueron prohibidas por la Comisión de Censura. Más tarde, Franco y algunos músicos del T.P.O.K. Jazz fueron arrestados.
Fue en 1985 cuando Franco lanzó su mayor éxito, Mario, la historia de un gigoló que vive con una mujer mayor.
En 1988, Franco sufría insuficiencia renal y grabó un álbum llamado ''Les Rumeurs''. En una canción cuenta como le están criticando por su enfermedad.
El 12 de octubre de 1989, Franco falleció en un hospital en Mont-Godinne, Bélgica.

## Discografía

### Álbumes
- Franco et L'OK Jazz á Paris (1967)
- Franco et L'OK Jazz (1972)
- 20éme Anniversaire / 6 Juin 1956 - 6 Juin 1976 (1976)
- On Entre O.K. On Sort K.O. - volume 1 (1980)
- 6 Juin 1956 - 6 Juin 1980 24 Ans D'Age (1980)
- A Bruxelles, On Entre O.K. On Sort K.O. (1980)
- On Entre O.K. On Sort K.O. - volume 2 (1980)
- A Paris Vol. 2 (1980)
- Keba Na Matraque - volume 1 - 2 - 3 - 4 - 5 (1980)
- Disque D'Or Et Maracas D'Or 1982 - On Entre O.K. On Sort K.O. (1982)
- Se Déchaînent - T.P. O.K. Jazz Spécial Maracas D'or 1982 (1982)
- A 0 Heure Chez 1-2-3 (1982)
- Franco Et Sam Mangwana Avec Le T.P.O.K. Jazz Dans Cooperation Odongo (1982)
- Choc Choc Choc 1983 De Bruxelles A Paris (1983)
- Tout Feu Tout Flamme (1983)
- Chez Fabrice A Bruxelles (1983)
- A L'Ancienne Belgique (1984)
- Trés Impoli (1984)
- Chez Rythmes Et Musiques A Paris (1984)
- Chez Safari Club De Bruxelles (1984)
- Lisanga Ya Banganga (con Mavatiku) (1984)
- Mario (1985)
- Le F.C. 105 De Libreville (1985)
- Mario II (1985)
- Franco & Orchestre T.P.O.K. Jazz présente Simaro Massiya (1985)
- La Vie Des Hommes (1986)
- Special 30 Ans Par Le Poete Simaro Et Le Grand Maitre Franco (1986)
- Le Grand Maitre Franco Et Ses Stars Du T.P. O.K. Jazz A Nairobi (1986)
- Le Grand Maitre Franco Et Jolie Detta (1986)
- Attention Na Sida (con Victoria Eleison) (1987)
- L'Animation Non Stop (1987)
- Kita Mata Bloqué (1987)
- Mamie Zou (1987)
- Ekaba-Kaba (Yo Moko Okabeli Ngai Ye Oh) (1987)
- La Reponse De Mario (1988)
- Cherche Une Maison A Louer Pour Moi Chéri (1988)
- Anjela (1988)
- Les ''On Dit'' (1988)
- Franco joue avec Sam Mangwana (1988)
- Les Rumeurs (1989)
- For Ever (1989)

### Póstumos
- J'Ai Peur (1990)
- Les Rumeurs - Mbanda Akana Ngai / 1988 · 1989 (1994)